# دونالد بی (کشتی یدک‌کش)
دونالد بی (کشتی یدک‌کش) (به انگلیسی: Donald B. (towboat)) یک کشتی است که طول آن ۹۹ فوت (۳۰ متر) می‌باشد.